# Гей

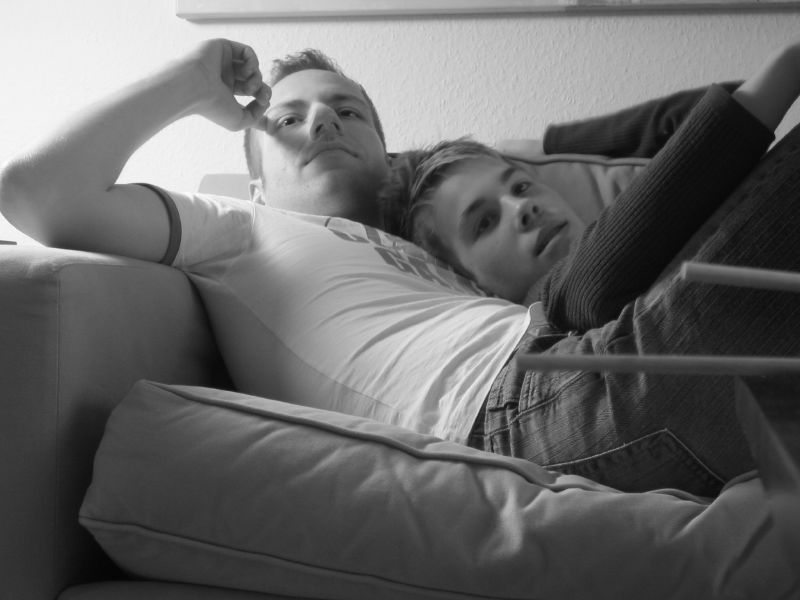
Гей-пара

Гей (від англ. gay) — гомосексуальний чоловік. Слово «гей» використовується для позначення чоловіків з погляду на їхню сексуальну ідентичність чи сексуальну поведінку, незалежно від сексуальної орієнтації, або як прикметник, щоб охарактеризувати чи пов'язати іменники з чоловічою гомосексуальністю або міжчоловічим потягом.
Англійський прикметник «gay» спочатку означав «безтурботний, радісний, веселий, яскравий, театральний». Однак у сучасній англійській мові (з 1960 — 1970-х) це слово зазвичай використовується як іменник або прикметник, що позначає одностатеву сексуальну орієнтацію — гомосексуальність.
У своїй книзі «Любов небесного кольору» соціолог і сексолог І. С. Кон пише: «гей» — не просто чоловік, який любить чоловіків, а носій особливої самосвідомості, член відповідної субкультури, громади або організації, борець за свої громадянські права і т. ін.
В англійській мові слово «гей» може бути використано для опису рис, асоційованих із квірами або гомосексуалами, як з чоловіками, так і з жінками, із субкультурою або способом життя. В українській мові термін «гей» застосовується переважно щодо чоловіків-гомосексуалів. З іншого боку, термін лесбійка використовується і в англійській, і в українській мові однаково гендерно-специфічно, позначаючи гомосексуальних жінок.

## Гомосексуальність
Американська психологічна асоціація визначає сексуальну орієнтацію як «стійку схему емоційних, романтичних та/або сексуальних атрибутів для чоловіків, жінок чи обох статей», коливаючись «за континуумом» від ексклюзивного залучення до іншого сексу від ексклюзивного залучення до однакового сексу". Сексуальна орієнтація може також обговорюватися в трьох категоріях: гетеросексуали (мають емоційні, романтичні або сексуальні привабливості до осіб іншої статі), геї / лесбійки (мають емоційні, романтичні або сексуальні привабливості до осіб власної статі) та бісексуали (мають емоційні, романтичні та сексуальні привабливості як до чоловіків, так і до жінок)".
За словами Розаріо, Шрімшоу, Хантер, Брауна (2006), «розвиток лесбійської, гейської або бісексуальної (ЛГБ) сексуальної ідентичності є складним процесом. На відміну від представників інших меншин (наприклад, етнічні та расові меншини), більшість людей з ЛГБ не виховуються в спільноті схожих осіб, в яких вони можуть дізнатися про свою ідентичність. Швидше за все, ЛГБ — індивіди часто виховуються в громадах, які невіглаські або відкрито є ворожими до гомосексуальності».

## Гомосексуальність в Україні
1934 року у кримінальні кодекси усіх радянських республік було включено статтю 121.1, яка забороняла сексуальні стосунки між дорослими чоловіками (мужолозтво) і карала порушників п'ятирічним ув'язненням у таборах і тюрмах.
У 1991 році, відповідно до рекомендацій ВООЗ, Україна першою з колишніх радянських республік скасувала кримінальне покарання за добровільні статеві стосунки між дорослими чоловіками (Стаття 122, частина 1, Кримінальний Кодекс УРСР).